# Michel Roussel (hippisme)
Pour les articles homonymes, voir Roussel et Michel Roussel (homonymie).
Michel Roussel est une personnalité du monde des courses hippiques, driver, entraîneur et propriétaire de trotteurs, né le 19 juillet 1945 à Alençon.

## Carrière
Michel Roussel est le deuxième fils de Gaston Roussel qui s'était lui-même illustré dans les courses au trot, mais également en plat et obstacle. Michel Roussel nait le 19 juillet 1945 à Alençon, trois ans après son frère Jean et cinq avant le benjamin Alain. Les trois frères héritent de la passion de leur père et deviennent entraineurs.
Formé auprès de son père, Michel Roussel remporte sa première course à 15 ans et court son premier Prix d'Amérique en 1963 (à moins de 18 ans) au sulky de Lina. En 1970, il laisse échapper le Critérium des 3 ans au sulky de Bellouet, échec dont il se considèrera plus tard responsable, par manque d'expérience. Devenu une valeur sûre, on lui confie à piloter ou entrainer des chevaux tels Azelino B, Igor du Beauvoisin, Passionnant, Idéal de l'Iton…
Sa carrière prend une autre dimension après sa rencontre avec l'entraineur Jean-Louis Peupion. Celui-ci lui confie de grands champions comme Minou du Donjon, Œillet du Corta, Ogorek, ou Sébrazac. Après cette période faste et un millier de victoires, il décide en 1992 de cesser sa carrière d'entraineur-driver et de devenir juge aux allures.
Après un bref retour en tant qu'entraineur au début des années 2000, il abandonne définitivement ce métier et devient consultant pour Canal+.

## Palmarès driver

### Classiques (GroupesI)
France
- Prix de l'Étoile 1983 (Minou du Donjon), 1989 (Sébrazac)
- Critérium des 3 ans 1984 (Passionnant)
- Critérium continental 1984 (Ogorek), 1985 (Passionnant)
- Critérium des 4 ans 1984 (Œillet du Corta), 1985 (Passionnant)
- Critérium des 5 ans 1989 (Sébrazac)
- Prix d'Été 1983 (Minou du Donjon)
- Prix d'Europe 1984 (Minou du Donjon), 1989 (Sébrazac)
- Prix René-Ballière 1985 (Ogorek)

 Italie
- Grand Prix d'Europe 1985 (Passionnant)

 Allemagne
- Grand Prix de Bavière 1986 (Nodesso)

### Semi-classiques (GroupesII)
- Prix du Bourbonnais 1962 (Lina)
- Prix Jacques-de-Vaulogé 1963 (Quel Job), 1970 (Bellouet)
- Prix de New York 1970 (Vigneron), 1984 (Mickey Viking), 1985 (Mickey Viking)
- Prix Abel-Bassigny 1970 (Bellouet), 1989 (Ugh)
- Prix de la Société d'encouragement 1974 (Casaque Bleue)
- Prix du Bois de Vincennes 1975 (Casaque Bleue), 1980 (Igor du Beauvoisin)
- Prix de Tonnac-Villeneuve 1976 (Graine au Vent)
- Prix Charles-Tiercelin 1977 (Hariana)
- Prix du Luxembourg 1980 (Igor du Beauvoisin)
- Prix Louis-Dubu 1982 (Minou du Donjon), 1984 (Œillet du Corta)
- Prix Paul-Leguerney 1982 (Minou du Donjon)
- Prix Ariste-Hémard 1982 (Minou du Donjon), 1984 (Ogorek)
- Prix Roederer 1983 (Minou du Donjon)
- Prix Jean-Le-Gonidec 1983 (Minou du Donjon)
- Prix Robert-Auvray 1983 (Merkel)
- Prix Henri-Levesque 1983 (Minou du Donjon)
- Prix Albert-Demarcq 1983 (Minou du Donjon)
- Prix Marcel-Laurent 1983 (Minou du Donjon)
- Prix Guy-Le-Gonidec 1984 (Ogorek)
- Clôture du Grand National du trot 1984 (Major de Brion)
- Prix de Belgique 1985 (Minou du Donjon)
- Prix Ovide-Moulinet 1985 (Ogorek)
- Prix de Buenos-Aires 1985 (Ogorek), 1989 (Sébrazac), 1990 (Sébrazac)
- Prix Guy-Deloison 1985 (Qrysolle)
- Prix de Bretagne 1985 (Ogorek), 1991 (Ukir de Jemma)
- Grand Prix du Sud-Ouest 1986 (Ogorek)
- Prix Jockey 1989 (Sébrazac)
- Prix Éphrem-Houel 1990 (Ugh)
- Prix Gaston-Brunet 1990 (Ugh)
- Prix de la Société de Sport de France 1990 (Quellou)
- Prix Doynel-de-Saint-Quentin 1991 (Ukir de Jemma)